# The Bridge (kanadische Fernsehserie)
The Bridge war eine kanadische Fernsehserie im Auftrag von CTV und CBS.

## Inhalt
Frank Leo lehnt sich als einfacher Streifenpolizist einer nordamerikanischen Großstadt mit großen Gegensätzen zwischen Arm und Reich, getrennt durch eine Brücke, gegen Missstände und Probleme innerhalb der Polizei und der Polizeiverwaltung auf. Nachdem er einstimmig zum neuen Chef der Polizeigewerkschaft gewählt wurde, ist er zur Stelle, wenn Polizisten in Schwierigkeiten sind.

## Besetzung
Die Synchronisation der Serie wurde bei der EuroSync unter der Dialogregie von Mario von Jascheroff erstellt.
| Rolle          | Darsteller         | Synchronsprecher    |
| -------------- | ------------------ | ------------------- |
| Frank Leo      | Aaron Douglas      | Florian Halm        |
| Tommy Dunn     | Paul Popowich      | Robin Kahnmeyer     |
| Abby St. James | Ona Grauer         | Andrea Aust         |
| Ed Wycoff      | Michael Murphy     | Reinhard Kuhnert    |
| Bernie Cantor  | Frank Cassini      | Thomas Schmuckert   |
| Jill           | Inga Cadranel      | Sabine Falkenberg   |
| Billy          | Theresa Joy        | Britta Steffenhagen |
| Alex           | Genadijs Dolganovs | Bodo Wolf           |

## Produktion
The Bridge war eine Produktion von EOne Entertainment, 990 Multi Media Entertainment Company und Jonsworth Productions für den kanadischen Sender CTV und den US-amerikanischen Sender CBS. Der zweistündige Pilot, die Folgen 1 und 2, wurde 2008 von CTV bestellt, CBS stieg wie schon bei Flashpoint mit ein. Gedreht wurde in Toronto. Die Produktion wurde finanziell durch den Canadian Television Fund gefördert.
The Bridge wurde durch den umstrittenen, ehemaligen Chef der Polizeigewerkschaft Torontos, Craig Bromell, inspiriert, der auch als einer der Executive Producers fungierte. Als Verfremdungseffekt spielt The Bridge in einer nicht näher benannten Großstadt.
Zunächst wurde durch CTV bereits vor der US-Ausstrahlung eine zweite Staffel bestellt, später wurde die Serie dann aber, bedingt durch Produktionsprobleme und den Ausstieg des US-Partners CBS, ohne weitere Folgen eingestellt.

## Ausstrahlung
Die Ausstrahlung in Kanada bei CTV erfolgte vom 5. März bis zum 21. Mai 2010. Die Erstausstrahlung der ersten Doppelfolge gewann mit einer Million Zuschauer beide belegte Time Slots.
Die US-amerikanische Erstausstrahlung erfolgte am 10. Juli 2010 auf CBS. Die US-Premiere floppte trotz guter US-Kritiken, was unter anderem der Programmierung am Samstagabend zugeschrieben wird. Eine von TV by the Numbers fingierte Pressemitteilung des kanadischen TV-Außenministeriums (Canadian TV Foreign Ministry) besagt, dass die Ausstrahlung am Samstag gegen internationale TV-Etikette verstoßen habe. Diese Pressemitteilung wurde teilweise unkommentiert wiedergegeben. Aufgrund der schlechten Quoten stellte CBS die Ausstrahlung von The Bridge nach der dritten Episode ein.
Die deutschsprachige Erstausstrahlung erfolgte vom 3. bis 12. September 2012 beim Pay-TV-Sender 13th Street.

## Episodenliste
| Nummer (gesamt) | Nummer (Staffel) | Originaltitel            | Deutscher Titel          | Erstausstrahlung (CTV) | Erstausstrahlung (CBS) | Erstausstrahlung (13th Street) |
| --------------- | ---------------- | ------------------------ | ------------------------ | ---------------------- | ---------------------- | ------------------------------ |
| 01              | 01               | Red Door                 | Grenzgänger              | 5. März 2010           | 10. Juli 2010          | 3. September 2012              |
| 02              | 02               | Paint it Black           | Zum Abschuss freigegeben | 5. März 2010           | 10. Juli 2010          | 3. September 2012              |
| 03              | 03               | Fat Lady Sings the Blues | Pakt mit dem Teufel      | 12. März 2010          | 17. Juli 2010          | 3. September 2012              |
| 04              | 04               | The Unguarded Moment     | Ausgeliefert             | 19. März 2010          |                        | 4. September 2012              |
| 05              | 05               | Vexation of Spirit       | Außer Kontrolle          | 26. März 2010          |                        | 4. September 2012              |
| 06              | 06               | Damned If You Do         | Eine Frage des Gewissens | 2. April 2010          |                        | 5. September 2012              |
| 07              | 07               | God Bless the Child      | Der Beschützer           | 9. April 2010          |                        | 5. September 2012              |
| 08              | 08               | Brown Sugar              | Undercover               | 16. April 2010         |                        | 10. September 2012             |
| 09              | 09               | Painted Ladies           | Russisches Finale        | 23. April 2010         |                        | 10. September 2012             |
| 10              | 10               | Never Let Me Down Again  | Ohne Rückendeckung       | 30. April 2010         |                        | 11. September 2012             |
| 11              | 11               | The Blame Game           | Lizenz zum Töten         | 7. Mai 2010            |                        | 11. September 2012             |
| 12              | 12               | Voice Carry              | Unter Wölfen             | 14. Mai 2010           |                        | 12. September 2012             |
| 13              | 13               | Chain of Fools           | Das letzte Gefecht       | 21. Mai 2010           |                        | 12. September 2012             |

## Rezeption
Die Pilotfolge erhielt gute Kritiken für die Darsteller und die Produktion, die Handlung wird aber vor allem für die Länge von zwei (Fernseh-)Stunden als überfrachtet bezeichnet.
In US-Kritiken wird The Bridge ebenso wie Flashpoint für den nicht-kanadischen Look und die kanadische Produktionsweise lobend erwähnt.